# قتاد صمغي
قتاد صمغي أو كثيراء بيضاء (الاسم العلمي: Astragalus gummifer)، هي شجيرة خشبية صغيرة دائمة الخضرة، يبلغ ارتفاعها النموذجي 30 سم عند النضج، وموطنها الأصلي غرب آسيا، وتحديدًا العراق وكردستان. هذا النبات المثبت للنيتروجين يحمل زهور خنثى، يتم تلقيحها بواسطة النحل. لها العديد من الاستخدامات الطبية والطهوية والمادية.